# Neotragus
Neotragus és un gènere de mamífers artiodàctils de la subfamília dels antilopins, que inclou tres espècies d'antílops africans de mida petita.

## Taxonomia
- Neotragus batesi de Winton, 1903
- Neotragus pygmaeus (Linnaeus, 1758)